# Grimaldi Industri
Grimaldi Industri er et svensk holdingselskab med hovedkontor i Stockholm. Det er ejet af Salvatore Grimaldi.
Selskabet ejer blandt andet cykelfabrikanten Cycleurope.